# インバブーラ県
インバブーラ県（Imbabura ([es])）は、エクアドルの県である。県都はイバラ。県民はスペイン語とインバブーラン・ケチュア語を話す。
インバブーラ火山は県内に位置する。標高4,609mのこの山に、ラ・エスペランサの町からは、運が良ければ1日で登ることができる。県内に火山、湖、滝、断層、鉱山が多くあるから、2019年にユネスコ世界ジオパークに指定される。

## 隣接する県
- カルチ県
- スクンビオス県
- ピチンチャ県
- エスメラルダス県

## 郡
県は、6のカントン（郡）に分かれる。下記の表には、2001年国勢調査時点での各郡の人口と平方メートル (km²)での面積、郡都を表記する。
| 郡                           | 人口 (2001) | 面積 (km²) | 郡都         |
| ---------------------------- | ----------- | ---------- | ------------ |
| アントニオ・アンテ           | 36,053      | 81         | アトゥンタキ |
| コタカチ                     | 37,215      | 1,726      | コタカチ     |
| イバラ                       | 153,256     | 1,093      | イバラ       |
| オタバロ                     | 90,188      | 500        | オタバロ     |
| ピマンピロ                   | 12,951      | 437        | ピマンピロ   |
| サン・ミゲル・デ・ウルククイ | 14,381      | 779        | ウルククイ   |